# マルティン・イラーネク
マルティン・イラーネク（Martin Jiránek, 1979年5月25日 - ）は、チェコスロバキア（現チェコ）・プラハ出身の元同国代表サッカー選手。ポジションはディフェンダー。

## 経歴
1997年から2018年にかけ、チェコ、イタリア、ロシア、イングランドの4か国でプレー。キャリアの多くをロシアのクラブで過ごした。ポジションは主にセンターバック。スパルタクでは時に左サイドバック、レッジーナでは右サイドバックとしてプレーした。
2004年から6年間在籍したスパルタク・モスクワでは主将を務め、165試合に出場した。2010-11シーズンはバーミンガム・シティに所属し、アーセナルを破り優勝したフットボールリーグカップ決勝では先発出場している。
チェコ代表としても31試合に出場しており、UEFA EURO 2004で準決勝に進出したほか、U-21代表として2002年のUEFA U-21欧州選手権に優勝している。

## 代表歴

### 出場大会
- チェコ代表
  - 2006 FIFAワールドカップ

### 試合数
- 国際Aマッチ 31試合 0得点（2002年-2007年）[7]

| チェコ代表 | 国際Aマッチ | 国際Aマッチ |
| 年         | 出場        | 得点        |
| ---------- | ----------- | ----------- |
| 2002       | 3           | 0           |
| 2003       | 3           | 0           |
| 2004       | 10          | 0           |
| 2005       | 4           | 0           |
| 2006       | 8           | 0           |
| 2007       | 3           | 0           |
| 通算       | 31          | 0           |

## タイトル

### クラブ
スロヴァン・リベレツ
- ポハール・チェスケー・ポシュスティ : 1999–00

バーミンガム
- フットボールリーグカップ : 2010-11

### 代表
チェコ U-21
- UEFA U-21欧州選手権 ： 2002